# Ripley (Maine)
Ripley és una població dels Estats Units a l'estat de Maine (EUA). Segons el cens del 2000 tenia 452 habitants.

## Demografia
Segons el cens del 2000, Ripley tenia 452 habitants, 182 habitatges, i 141 famílies. La densitat de població era de 7,1 habitants/km².
Dels 182 habitatges en un 27,5% hi vivien nens de menys de 18 anys, en un 67,6% hi vivien parelles casades, en un 5,5% dones solteres, i en un 22% no eren unitats familiars. En el 16,5% dels habitatges hi vivien persones soles el 6,6% de les quals corresponia a persones de 65 anys o més que vivien soles. El nombre mitjà de persones vivint en cada habitatge era de 2,48 i el nombre mitjà de persones que vivien en cada família era de 2,71.
Per edats la població es repartia de la següent manera: un 21,5% tenia menys de 18 anys, un 6% entre 18 i 24, un 28,1% entre 25 i 44, un 32,3% de 45 a 60 i un 12,2% 65 anys o més.
L'edat mediana era de 42 anys. Per cada 100 dones de 18 o més anys hi havia 96,1 homes.
La renda mediana per habitatge era de 35.250 $ i la renda mediana per família de 40.000 $. Els homes tenien una renda mediana de 27.411 $ mentre que les dones 22.917 $. La renda per capita de la població era de 17.224 $. Entorn del 4% de les famílies i el 6,6% de la població estaven per davall del llindar de pobresa.